# Madonna del Monte
Madonna del Monte es una fracción del municipio italiano de Macerata, rodeada por colinas, dentro de la región de Las Marcas.
Antiguamente, los pobladores del mismo, solían hacer una ceremonia de funeral llamada i fratelli (Los Hermanos). En la cual, alguno de los pobladores, se vestían con sotanas, atadas a sus cinturas con una cuerda, y con el ataúd, se dirigían al monte más alto del pueblo, allí arriba se aguardaba un momento y se celebrara la ceremonia. Luego bajaban del monte, y se dirigían al cementerio para hacer el clásico entierro.
- Datos: Q18497462